# Чеховська набережна
Чеховська набережна (рос. Чеховская набережная) — нова набережна в Таганрозі, побудована в 2010 році.

## Географія
Набережна розташована на березі Таганрозької затоки між бухтою Андрєєва Таганрозького металургійного заводу і районом пам'ятника «Вічна Слава полеглим Героям» на вулиці Бабушкіна. На набережній, між профілакторієм «Тополя» і готелем «Приазов'я», розташоване гирло малої річки Велика Черепаха.

## Історія
Чеховська набережна побудована в 2010 році в Таганрозі зусиллями Таганрозького металургійного заводу.
У петровські часи в районі майбутньої Чеховської набережноъ, біля гирла річки Велика Черепаха, побудована трьохбастіонна фортеця «Черепаха». У XX столітті територія фортеці «Черепаха» поглинена шлаковідвалами Таганрозького металургійного заводу.
До будівництва Чеховської набережної на цій ділянці берегової смуги розташовувалися лише берегоукріплювальні і протизсувні споруди.
Територія Чеховської набережній повинна знаходитися в господарському віданні Управління капітального будівництва Адміністрації Таганрога. Але на березень 2015 року, за інформацією Комітету з управління майном міста Таганрога, у ведення Управління капітального будівництва набережна ще не надійшла.

## На набережній розташовані
- Пам'ятник А. П. Чехову «Вишневий сад» (скульптор Д. В. Линдін, 2009)[5].
- Готель «Приазов'я»[6].